# Universitat de Mondragón
La Universitat de Mondragón (en euscàr i oficialment Mondragon Unibertsitatea) és una universitat privada basca, sense ànim de lucre, creada el 1997 dins del grup cooperatiu MCC (Mondragón Corporación Cooperativa), i ubicada a Arrasate (Euskal Herria). Declarada d'utilitat pública, té una oferta que inclou titulacions de grau, màsters, formació per a professionals i postgraus, programes de doctorat i cicles formatius de grau superior.
Segons el rànquing de millor qualificació d'universitats U-Multirank, figura entre les 5 millors universitats d'Espanya.

## Història
La seva creació va sorgir arran de l'associació de tres cooperatives educatives que pertanyien a la corporació Mondragón: Mondragon Goi Eskola Politeknikoa “Jose Mª Arizmendiarrieta” S. Coop., MU Enpresagintza S. Coop. (ETEO) i Irakasle Eskola S. Coop. (HUHEZI), les quals constitueixen avui dia dues facultats (Facultat d'Empresarials i Facultat d'Humanitats i Ciències de l'Educació) i una escola universitària (Escola Politècnica Superior). Fins a la seva creació, totes tres cooperatives havien estat centres adscrits a la Universitat del País Basc fins que el 1997 va ser creada i reconeguda oficialment per la llei 4/1997 del 30 de maig.

## Facultats i escoles
Compta amb quatre facultats i escoles:
- Escola Politècnica Superior, que compta amb tres campus: el principal a Mondragón, un segon a Ordizia i un tercer a Hernani.

- Facultat d'Empresarials: amb el campus localitzat a Oñati, el campus Bidasoa a Irun i el centre d'innovació i emprenedoria BBF - Bilbao Berrikuntza Faktoria a Bilbao.

- Facultat d'Humanitats i Ciències de l'Educació, amb dos campus: un a Eskoriatza i un altre a Aretxabaleta.

- Facultat de Ciències Gastronòmiques - Basque Culinary Center: amb seu a Sant Sebastià.

La universitat compta amb l'esmentat centre d'innovació i emprenedoria (Bilbao Berrikuntza Faktoria) a Bilbao.